# Mentions de vieillissement
Les mentions de vieillissement correspondent à la classification française des eaux-de-vie en fonction de leur âge.

## Origine et statut
Initialement, c'est le Bureau national interprofessionnel du Cognac (BNIC) qui a normalisé cette notion pour les eaux-de-vie de Cognac. Organisme interprofessionnel, donc privé, il est néanmoins investi de missions de service public. Les mentions de vieillissement ont été par la suite adoptées par d'autres alcools, comme l'armagnac, le calvados, le marc de Champagne, le rhum ou encore le whisky. La définition des mentions de vieillissement n'a donc de base réglementaire que pour les cognacs, pour lesquels le BNIC est chargé du contrôle des comptes de vieillissement comme de la délivrance des certificats d'attestation d'âge et d'origine. Pour les autres alcools, c'est une notion seulement commerciale. Cela n'implique pas que les définitions ci-dessous ne soient pas respectées, distillateurs et négociants pouvant même n'utiliser que des eaux-de-vie plus âgées.
Le décret n° 2016-1757 du 16 décembre 2016 vise à mieux cadrer le concept de vieillissement et l'étiquetage autorisé, sans pour autant mettre en place une méthodologie de classification, les appellations d'origine contrôlée variant trop d'un alcool à l'autre.

## Classification
Lorsqu'il y a assemblage, ce qui est traditionnellement le cas pour les cognacs et courant pour d'autres types d'alcools, la classification des eaux-de-vie prend en compte l'eau-de-vie la plus jeune entrant dans son assemblage :
- VS : Very Special. L’eau-de-vie la plus jeune entrant dans l’assemblage doit avoir au moins 2 ans ;
- VSOP : Very Superior Old Pale. L’eau-de-vie la plus jeune entrant dans l’assemblage doit avoir au moins 4 ans ;
- XO : Extra Old. L’eau-de-vie la plus jeune entrant dans l’assemblage doit avoir au moins 10 ans.

Des dénominations équivalentes à ces mentions sont définies pour les cognacs. La mention Hors d’âge est utilisée pour de nombreux alcools ; elle n'est définie que comme équivalente à XO, même si en pratique ceux-ci, comme certains rhums, affichent 15, 25 ans, ou plus.

## Comptes de vieillissement

### Cognac
Pour les cognacs, les eaux-de-vie nouvelles sont inscrites en compte 0 au 1er avril suivant la récolte. Chaque année à la même date, leur compte de vieillissement est incrémenté de 1 jusqu'au compte 10 (le compte 10 n’existe que depuis le 1er avril 2005 ; les eaux-de-vie de plus de dix ans restent regroupées dans ce compte). Il existe également un « compte de distillation », dit compte 00, pour la période antérieure au 1er avril suivant la récolte.
Par exemple, un alcool VS ne doit contenir que des eaux-de-vie dont le compte de vieillissement est supérieur ou égal à 2. La date du 1er avril est retenue parce que (dans le cas du cognac), la distillation doit être achevée au plus tard le 31 mars de l’année qui suit la récolte : cette eau-de-vie a au minimum les 2 ans requis.

### Rhum
Le système de suivi des dates du cognac n'est pas transposables au rhum, la récolte de la canne s’effectuant à une période différente (par exemple entre février et juin aux Antilles).
En France, le rhum doit avoir passé au moins trois ans de vieillissement en fût de chêne. Des certificats de vieillissement doivent être établis et sont contrôlés par la direction générale des impôts. L'âge affiché sur l'étiquette doit être celui de l'alcool le plus jeune intervenu dans l'assemblage. En 2021, une nouvelle loi européenne vise à élargir cette contrainte (âge de l'alcool le plus jeune dans l'assemblage) à tous les pays européens,.

### Whisky
En Écosse, un whisky doit légalement avoir vieilli au moins trois ans dans les conditions appropriées avant d'être distribué à la vente.